# Benjamin Pavard
Benjamin Jacques Marcel Pavard (sinh ngày 28 tháng 3 năm 1996) là một cầu thủ bóng đá chuyên nghiệp người Pháp hiện đang thi đấu cho câu lạc bộ Serie A Inter Milan và đội tuyển bóng đá quốc gia Pháp. Vị trí sở trường của anh là hậu vệ phải, song anh cũng có thể thi đấu tốt ở vị trí trung vệ.

## Sự nghiệp cấp câu lạc bộ

### Khởi đầu
Sinh ra ở Maubeuge, Nord, gần biên giới Bỉ, Pavard khởi đầu ở câu lạc bộ địa phương tại Jeumont, nơi Jean-Pierre Papin cũng từng khởi nghiệp.
Pavard gia nhập học viện của Lille vào năm 9 tuổi. Anh có trận ra mắt giải Ligue 1 vào ngày 31 tháng 1 năm 2015 trong trận hòa 1–1 trên sân FC Nantes, chơi trọn 90 phút. Pavard ra sân 21 lần trong 2 mùa giải cho Lille, trước khi rời câu lạc bộ năm 2016.

### VfB Stuttgart
Ngày 30 tháng 8 năm 2016, Pavard chuyển sang VfB Stuttgart, bằng bản hợp đồng 4 năm. Anh ra mắt giải 2. Bundesliga ngày 3 tháng 10, ghi bàn trong trận thắng 4–0 trên sân nhà trước SpVgg Greuther Fürth. Pavard chơi 21 trận  và câu lạc bộ vô địch mùa giải.
Pavard chơi trận đầu tiên ở Bundesliga ngày 19 tháng 8 trong trận thua 2–0 trước Hertha BSC. Anh ghi bàn đầu tiên ở Bundesliga bằng pha đánh đầu ngày 29 tháng 10 trong trận thắng 3–0 trước SC Freiburg tại sân Mercedes-Benz Arena. Anh gia hạn hợp đồng với Stuttgart ngày 20 tháng 12 năm 2017, đến 30 tháng 6 năm 2021.
Anh là 1 trong 4 cầu thủ chơi trọn 34 trận của mùa giải Bundesliga 2017–18. Anh chơi được ở nhiều vị trí, bao gồm hậu vệ phải, trung vệ, tiền vệ phòng ngự và tiền vệ phải, nhưng dưới thời huấn luyện viên Tayfun Korkut kể từ tháng 1 năm 2018, anh chỉ chơi ở vị trí trung vệ; đội bóng chỉ để lọt lưới 10 bàn trong 14 vòng cuối, đi từ vị trí có nguy cơ xuống hạng đến vị trí thứ 7, thiếu 1 bậc để được tham dự UEFA Europa League.
Mùa 2018–19, Pavard lại phải thường xuyên vật lộn cùng Stuttgart cả mùa để trụ hạng, trước khi đánh bại 1. FC Union Berlin ở trận playoff.

### Bayern Munich
Ngày 9 tháng 1 năm 2019, Bayern Munich xác nhận Pavard sẽ gia nhập câu lạc bộ vào mùa 2019–20, bằng bản hợp đồng có thời hạn 5 năm đến 30 tháng 6 năm 2024. Anh có trận ra mắt vào ngày 3 tháng 8 trong trận thua 2-0 trước Borussia Dortmund ở DFL-Supercup 2019.Vào ngày 31 tháng 8, anh ghi bàn thắng đầu tiên cho câu lạc bộ để gỡ hòa trong chiến thắng 6–1 trên sân nhà trước Mainz 05.Vào ngày 11 tháng 2 năm 2021, Pavard ghi bàn thắng duy nhất cho Bayern trong chiến thắng 1–0 trước Tigres UANL trong trận Chung kết FIFA Club World Cup 2020,qua đó giúp câu lạc bộ giành được cú ăn 6 trong năm.

## Sự nghiệp quốc tế
Ngày 6 tháng 11 năm 2017, Pavard được huấn luyện viên của đội tuyển Pháp là Didier Deschamps triệu tập cho trận giao hữu gặp Wales và Đức. Anh ra mắt đội tuyển Pháp bằng trận thắng Wales với tỷ số 2–0 ngày 10 tháng 11 tại sân vận động Stade de France, trận này anh vào sân thay cho Christophe Jallet sau giờ nghỉ.
Ngày 17 tháng 5 năm 2018, anh được gọi vào thành phần 23 cầu thủ đội tuyển Pháp tham dự World Cup 2018 tại Nga. Ngày 16 tháng 6, Pavard lần đầu tiên thi đấu ở World Cup trong trận thắng 2–1 trước Australia. Ngày 30 tháng 6, Pavard ghi bàn thắng quốc tế đầu tiên bằng cú sút xa vô lê ngoài vòng cấm, trong trận thắng 4–3 trước Argentina tại vòng 1/16. Bàn thắng này sau đó được bầu chọn là bàn thắng đẹp nhất giải. Anh cũng là hậu vệ đầu tiên ghi bàn cho Pháp tại World Cup kể từ khi Lilian Thuram ghi bàn vào lưới Croatia tại bán kết World Cup 1998. Pavard vô địch World Cup, sau khi có mặt trong đội hình xuất phát ở tất cả các trận, ngoại trừ trận cuối vòng bảng gặp Đan Mạch.

## Thống kê sự nghiệp

### Câu lạc bộ
Tính đến ngày 25 tháng 5 năm 2021
| Câu lạc bộ          | Mùa giải            | Giải đấu            | Giải đấu | Giải đấu | Cúp quốc gia | Cúp quốc gia | Cúp liên đoàn | Cúp liên đoàn | Châu Âu | Châu Âu | Khác | Khác | Tổng cộng | Tổng cộng |
| Câu lạc bộ          | Mùa giải            | Hạng                | Trận     | Bàn      | Trận         | Bàn          | Trận          | Bàn           | Trận    | Bàn     | Trận | Bàn  | Trận      | Bàn       |
| ------------------- | ------------------- | ------------------- | -------- | -------- | ------------ | ------------ | ------------- | ------------- | ------- | ------- | ---- | ---- | --------- | --------- |
| Lille               | 2014–15             | Ligue 1             | 8        | 0        | 0            | 0            | 0             | 0             | —       | —       | —    | —    | 8         | 0         |
| Lille               | 2015–16             | Ligue 1             | 13       | 0        | 1            | 0            | 3             | 0             | —       | —       | —    | —    | 16        | 0         |
| Lille               | Tổng cộng           | Tổng cộng           | 21       | 0        | 1            | 0            | 3             | 0             | 0       | 0       | 0    | 0    | 24        | 0         |
| VfB Stuttgart       | 2016–17             | 2. Bundesliga       | 21       | 1        | 0            | 0            | —             | —             | —       | —       | —    | —    | 21        | 1         |
| VfB Stuttgart       | 2017–18             | Bundesliga          | 34       | 1        | 2            | 0            | —             | —             | —       | —       | —    | —    | 36        | 1         |
| VfB Stuttgart       | 2018–19             | Bundesliga          | 29       | 0        | 0            | 0            | —             | —             | —       | —       | 2    | 0    | 31        | 0         |
| VfB Stuttgart       | Tổng cộng           | Tổng cộng           | 84       | 2        | 2            | 0            | —             | —             | 0       | 0       | 2    | 0    | 88        | 2         |
| Bayern Munich       | 2019–20             | Bundesliga          | 32       | 5        | 6            | 0            | —             | —             | 8       | 0       | 1    | 0    | 47        | 5         |
| Bayern Munich       | 2020–21             | Bundesliga          | 24       | 0        | 1            | 0            | —             | —             | 7       | 0       | 4    | 1    | 36        | 1         |
| Bayern Munich       | Tổng cộng           | Tổng cộng           | 56       | 5        | 7            | 0            | —             | —             | 15      | 0       | 5    | 1    | 83        | 6         |
| Tổng cộng sự nghiệp | Tổng cộng sự nghiệp | Tổng cộng sự nghiệp | 161      | 7        | 10           | 0            | 3             | 0             | 15      | 0       | 7    | 1    | 205       | 8         |

### Quốc tế
| Đội tuyển quốc gia | Năm  | Trận | Bàn |
| ------------------ | ---- | ---- | --- |
| Pháp               | 2017 | 2    | 0   |
| Pháp               | 2018 | 16   | 1   |
| Pháp               | 2019 | 9    | 0   |
| Pháp               | 2020 | 4    | 1   |
| Pháp               | 2021 | 10   | 0   |
| Pháp               | 2022 | 6    | 0   |
| Pháp               | 2023 | 6    | 4   |
| Pháp               | 2024 | 1    | 0   |
| Tổng               | Tổng | 53   | 5   |

#### Bàn thắng quốc tế
| #  | Ngày                 | Địa điểm                                | Đối thủ          | Bàn thắng | Kết quả | Giải đấu                    |
| -- | -------------------- | --------------------------------------- | ---------------- | --------- | ------- | --------------------------- |
| 1. | 30 tháng 6 năm 2018  | Kazan Arena, Kazan, Nga                 | Argentina        | 2–2       | 4–3     | FIFA World Cup 2018         |
| 2. | 17 tháng 11 năm 2020 | Stade de France, Saint-Denis, Pháp      | Thụy Điển        | 2–1       | 4–2     | UEFA Nations League 2020–21 |
| 3. | 27 tháng 3 năm 2023  | Sân vận động Aviva, Dublin, Ireland     | Cộng hòa Ireland | 1–0       | 1–0     | Vòng loại UEFA Euro 2024    |
| 4. | 17 tháng 10 năm 2023 | Sân vận động Pierre-Mauroy, Lille, Pháp | Scotland         | 1–1       | 4–1     | Giao hữu                    |
| 5. | 17 tháng 10 năm 2023 | Sân vận động Pierre-Mauroy, Lille, Pháp | Scotland         | 2–1       | 4–1     | Giao hữu                    |

## Danh hiệu

### Câu lạc bộ
Stuttgart
- 2. Bundesliga: 2016–17

Bayern Munchen
- Bundesliga: 2019–20, 2020–21, 2021–22, 2022–23
- DFB-Pokal: 2019–20
- DFL-Supercup: 2020, 2021, 2022
- UEFA Champions League: 2019–20
- UEFA Super Cup: 2020
- FIFA Club World Cup: 2020

Inter Milan
- Serie A: 2023–24[24]
- Supercoppa Italiana: 2023[25]

### Quốc tế
Pháp
- FIFA World Cup: 2018; á quân 2022
- UEFA Nations League: 2021

### Cá nhân
- Bàn thắng đẹp nhất giải World Cup 2018.[26]
- FIFA FIFPro World XI 4th team: 2018[27]

### Khác
- Hiệp sĩ Bắc Đẩu Bội tinh: 2018